# LeechGet
LeechGet é um gerenciador de downloads moderno com uma interface parecida com a do Microsoft Outlook e integração com o Internet Explorer, permitindo que você inicie e gerencie suas transferências facilmente.

## Recursos
Ele fornece muitos recursos, como continuação automática de downloads interrompidos, downloads automáticos, timers de download, desligar o sistema depois de completar o download, baixar websites inteiros com todas as imagens e scripts. LeechGet também fornece um histórico dos arquivos baixados, organizados por dia, semana ou mês. Recursos adicionais incluem suporte a arrastar e monitorador de velocidade. Uma das grandes características do programa é a opção "Sleep", que permite ao operador parar seus downloads para realizá-los em um horário específico.